# Datowanie metodą rubidowo-strontową
Datowanie rubidowo-strontowe - metoda datowania bezwzględnego ze względu na bardzo długi czas rozpadu izotopu rubidu (wynosi on około 48,6 mld lat) W tej metodzie Rb87 zamienia się w Sr87. Metoda ta jest użyteczna do datowania skał magmowych i osadowych o wieku ponad 100 mln lat.